# 汪照
汪照（1729年—1788年），原名景龙，字䋚青，又字少山，号岑华，嘉定縣（今属上海）人。
他的祖先本來住在新安，後來移居嘉定。汪照十歲時能寫文章，後來成為貢生。汪照與王昶、王鸣盛、钱大昕等人有所交往。汪照曾幫助王昶編寫《金石萃编》。汪照還能寫八分書。晚年收購了何匡山的故居。乾隆五十一年戊申（1788年）七月二十日因病去世。著有《大戴礼记注补》、《齐鲁韩诗义证》、《四六丛说》四卷。